# Terra di Zichy
La Terra di Zichy o Isole di Zichy (in russo Острова Зичи, ostrova Ziči) è un gruppo di isole russe che fanno parte dell'arcipelago della Terra di Francesco Giuseppe, nell'Oceano Artico.
La Terra di Zichy è stata così nominata in onore del conte ungherese Ödön (Edmund) Zichy (1811–1894), che fu uno dei maggiori sponsor della spedizione austro-ungarica al polo nord (1872-1874) assieme al conte Johann Nepomuk Wilczek.

## Geografia
La Terra di Zichy è un gruppo di grandi isole situate nella parte centrale dell'arcipelago, le isole sono separate le une dalle altre da stretti canali che sono congelati la maggior parte dell'anno, formando un insieme compatto. Il largo canale di Markham (Пролив маркама, proliv Markama), a sud-ovest, ha preso il nome dell'ammiraglio britannico ed esploratore polare sir Albert Hastings Markham.
Il punto più settentrionale della Terra Zichy è capo Bema (Мыс Бэма, mys Bėma) sull'isola di Karl-Alexander e il suo punto più meridionale è capo Fiume (Мыс Фиуме) sull'isola di Champ. La distanza tra i due punti è di 114 km. Capo Armitage (Мыс Армитидж, mys Armitidž) sull'isola di Luigi è il punto più occidentale del gruppo, mentre il punto più orientale si trova sull'isola di Rainer. Il punto più alto delle isole (620 m) si trova sull'isola di Wiener Neustadt.

## Elenco delle isole di Zichy
- Isola di Brosch (Остров Брош, ostrov Broš)
- Isola di Champ (Остров Чамп, ostrov Čamp)
- Isola di Greely (Остров Грили, ostrov Grili)
- Isola di Jackson (Остров Джексона, ostrov Džeksona)
- Isola di Kane (Остров Кейна, ostrov Kejna)
- Isola di Karl-Alexander (Остров Карла-Александра, ostrov Karla-Aleksandra)
- Isola di Kuhn (Остров Куна, ostrov Kuna)
- Isola di Luigi (Остров Луиджи, ostrov Luidži)
- Isola di Payer (Остров Пайера, ostrov Pajera)
- Isola di Rainer (Остров Райнера, ostrov Rainera)
- Isola di Salisbury (Остров Солсбери, ostrov Solsberi)
- Isola di Ugol’noj Kopi, o Isola delle miniere di carbone, (Остров Угольной Копи, ostrov Ugol'noj Kopi)
- Isola di Wiener Neustadt (Остров Винер-Нёйштадт, ostrov Viner-Nëjštadt)
- Isola di Ziegler (Остров Циглера, ostrov Ciglera)